# Doorzichtig wasbekertje
Het doorzichtig wasbekertje (Orbilia sarraziniana) is een schimmel behorend tot de familie Orbiliaceae. Het leeft saprotroof in loofbossen op dood loofhout in natte omgeving.

## Kenmerken

### Uiterlijke kenmerken
De apothecia (vruchtlichamen) zijn grauwroze, glazig doorschijnend en hebben een gladde rand. De diameter is 0,3 tot 0,8 mm. Het is grijzig op de plaatsen waar het substraat door het dunne vruchtvlees schemert. De vorm is tol- tot vlak schotelvormig.
Het lijkt op het rood wasbekertje (Orbilia alnea).

### Microscopische kenmerken
De asci meten 38 tot 45 × 3,8 tot 4,8 µm. De ascosporen zijn recht, naar één einde versmald en meten (5,5)6-9 × 1,3-1,6(-1,8) µm. De conidia zijn cilindrisch en gesepteerd.

## Verspreiding
In Nederland komt het doorzichtig wasbekertje vrij algemeen voor.